# William Steele (acteur)
Pour les articles homonymes, voir William Steele.
William Steele, né le 28 mars 1888 à San Antonio (Texas) et mort le 13 février 1966 à Los Angeles (Californie), est un acteur américain qui a joué aussi sous les noms suivants : Billy Gettinger, Bill Gettinger, William Gettinger, Bill Giddinger, William Gittenger, William Goettinger, Bill Steele, W.A. Steele, William A. Steele.

## Filmographie partielle
- 1913 : The Lipton Cup: Introducing Sir Thomas Lipton de Lem B. Parker
- 1914 : The Voice of the Viola de Wallace Reid
- 1914 : Passing of the Beast de Wallace Reid
- 1915 : His Captive
- 1917 : À l'assaut du boulevard (Bucking Broadway) : Buck Hoover
- 1917 : A Marked Man : shérif
- 1917 : L'Inconnu (The Secret Man) : le contremaître
- 1917 : The Texas Sphinx
- 1917 : Cheyenne's Pal : Cowboy
- 1917 : The Soul Herder
- 1917 : Six-Shooter Justice
- 1917 : The Wrong Man : Larry Malone
- 1917 : The Golden Bullet : shérif de Crazy Creek
- 1917 : The Mysterious Outlaw : Henry Martin
- 1917 : A 44-Calibre Mystery
- 1917 : Hair-Trigger Burke
- 1917 : The Fighting Gringo de Fred A. Kelsey : Jim
- 1917 : Goin' Straight
- 1917 : The Outlaw and the Lady
- 1917 : Her Own People : Polsa Kar
- 1917 : The Bad Man of Cheyenne
- 1917 : Blood Money
- 1918 : The Phantom Riders : Dave Bland
- 1920 : The Misfit Wife : Duff Simpson
- 1920 : The Stranger : Dr. Tyke
- 1921 : Riding with Death : Chick Dillon
- 1921 : The Wallop : Christopher Foy
- 1921 : The Avenging Arrow : Don Carlos Martinez
- 1922 : Bells of San Juan : Kid Rickard
- 1922 : The Fast Mail : Pierre La Fitte
- 1922 : Pardon My Nerve! : Nebraska Jones
- 1923 : Shootin' for Love : Dan Hobson
- 1923 : Don Quickshot of the Rio Grande: Bill Barton
- 1923 : Dead Game (en) d'Edward Sedgwick : Sam Antone
- 1923 : Single Handed : Windy Smith
- 1924 : The Ridin' Kid from Powder River : 'Lightnin' Bill Smith
- 1924 : The Last Man on Earth : le père d'Hattie
- 1924 : The Sunset Trail : Brand Williams
- 1924 : Hit and Run : The Gopher
- 1925 : Two-Fisted Jones : Hank Gage
- 1925 : The Ace of Spades : Jim Heath
- 1925 : Sagebrush Lady : Shérif Martin
- 1925 : Don Dare Devil : Benito Menocal
- 1925 : Let 'er Buck : Kent Crosby
- 1925 : The Saddle Hawk : Steve Kern
- 1925 : The Hurricane Kid: Lafe Baxter
- 1926 : The Runaway Express : Blackie McPherson
- 1926 : The Ridin' Rascal
- 1926 : The Wild Horse Stampede : Charlie Champion
- 1926 : The Fighting Peacemaker : Clell Danert
- 1926 : The Flaming Frontier : Penfield
- 1926 : A Six Shootin' Romance : Currier King
- 1926 : Under Western Skies : Fleming
- 1927 : Hoof Marks : Sam Trapp
- 1927 : The Battling Buckaroo
- 1927 : Range Courage : Tex Lucas
- 1927 : Whispering Sage : Tom Kildare
- 1927 : The Valley of Hell (1927) .... James Brady
- 1927 : Loco Luck : Frank Lambert
- 1927 : Rough and Ready : Morris Manning
- 1928 : The Black Ace (en)
- 1928 : Far West (Thunder Riders) : Lem Dawson
- 1928 : The Call of the Heart : Dave Crenshaw
- 1928 : The Fearless Rider : Dr. Lucifer Blade
- 1930 : Buster s'en va-t'en guerre (Doughboys) de Edward Sedgwick : Lt. Randolph
- 1930 : The Lone Star Ranger (en) d'A.F. Erickson
- 1933 : Gordon of Ghost City
- 1933 : King of the Arena
- 1933 : The California Trail (en) : Pedro
- 1934 : When a Man Sees Red : acolyte
- 1934 : Rocky Rhodes
- 1934 : The Red Rider
- 1934 : The Vanishing Shadow
- 1934 : Laughing Boy
- 1936 : For the Service (en) : acolyte
- 1939 : Femme ou Démon (Destry Rides Again) : Cowboy
- 1939 : Marie-Antoinette (Marie Antoinette)
- 1940 : Le Cavalier du désert (The Westerner) de William Wyler : Tex Cole
- 1943 : Le Banni (The Outlaw)
- 1945 : San Antonio : Roper
- 1948 : Two Guys from Texas
- 1949 : La Charge héroïque (She Wore a Yellow Ribbon) de John Ford : officier
- 1950 : Terre damnée (Copper Canyon) : Roper
- 1950 : The Showdown : Terry
- 1950 : Colt .45 : acolyte
- 1956 : La Prisonnière du désert (The Searchers) de John Ford : Nesby